# 알바루 8세
알바루 8세(Álvaro VIII, 1630년 ~ 1669년 3월 23일)는 17세기 콩고 왕국 마니콩고였다. 본명(本名)은 데 음벰바 아 음판주 두 알바루(De Mvemba a Mpanzu du Álvaro).

## 생애
친조부 베르나르두 2세는 콩고 왕국 제14대 마니콩고였다. 그러나 친조부의 붕어 이후 왕위계승권에서 제외된 콩고 왕가 서족 왕자로 전락한 아버지 알바로 7세의 서차자(庶次子)로 출생한 그는 어릴 때부터 자신의 부왕 알바루 7세가 여러 가지 우여곡절을 견디며 매번 왕위계승권에서 맴돌다가 콩고 왕국 군왕 보위 근접에 허덕이는 것을 목도하며 자신의 사저(私邸)에서 요리사(料理師)로 활동하였는데 결국 1665년 11월 11일을 기하여, 드디어 부왕 알바로 7세가 콩고 왕국 제25대 군왕 보위에 등극하는 것을 목도하였고 그 자신도 1665년 12월 3일을 기하여 왕태자(王太子)로 책립되었으며 1666년 7월 20일을 기하여 부왕 알바로가 붕어(崩御)하자 콩고 왕국 제26대 군왕 보위에 등극, 이어 같은 해 1666년 8월 30일을 기하여 적장남 페드로(Pedro)를 왕태자 책립하였으며 1666년 9월 2일을 기하여 총수상(總首相, 총리, prime minister) 제도를 신설하였다.

## 사망과 사후
그는 콩고 왕국 군왕 보위 등극한지 3년이 지난 1669년 3월 23일을 기하여 폐렴으로 인하여 향년 39세로 붕어(崩御)하였고 그의 적출 장자 페드루(Pedro) 왕태자가 콩고 제27대 군왕 보위에 등극하였다.

## 같이 보기
- 콩고 왕국